# Diego Sánchez Rodríguez
Diego Sánchez (Copacabana, Antioquia, Colombia; 28 de marzo de 1993) es un futbolista colombiano. Juega de defensa y actualmente es agente libre.

## Trayectoria
Debutó como profesional el 15 de febrero de 2015, en el ese entonces Leones de Urabá, desde su primer partido como titular, Diego despuntó con su talento ayudando con una asistencia de gol. En el 2017, Leones consiguió el ascenso a la Primera División del fútbol profesional colombiano. Ese año Sánchez fue gran figura del equipo, siendo destacado como pieza fundamental en el ascenso.
En 2023 firmó con el Deportes Quindío de la Categoría Primera B de Colombia.

## Clubes
| Club                     | País                | Año                 | Partidos | Goles |
| ------------------------ | ------------------- | ------------------- | -------- | ----- |
| Leones                   | Colombia            | 2015 - 2018         | 79       | 6     |
| Atlético Huila           | Colombia            | 2019                | 14       | 0     |
| Cúcuta Deportivo         | Colombia            | 2019 - 2020         | 26       | 0     |
| Deportivo Pereira        | Colombia            | 2021                | 30       | 0     |
| Deportivo Pasto          | Colombia            | 2022                | 3        | 0     |
| Águilas Doradas Rionegro | Colombia            | 2023                | 12       | 0     |
| Deportes Quindío         | Colombia            | 2023                |          | 1     |
| Total en su carrera      | Total en su carrera | Total en su carrera | 165      | 7     |